# Медь (геральдика)
Медь (лат. cuprum, старофр. kupari) — нетрадиционный геральдический металл в геральдике. Редко используется и не относится к классическим металлам. Используется в канадской геральдике с начала 2000-х годов, символизирует медь и её добычу. В цветной графике обозначается медным цветом. В качестве примера использования можно привести герб города Уайтхорс, где данный металл символизирует добычу меди и её важное значение для экономики города.
- Шраффировка
- Герб города Уайтхорс